# Istituto INVALSI
L'Istituto nazionale per la valutazione del sistema educativo di istruzione e di formazione, meglio noto con l'acronimo INVALSI, è un istituto di ricerca con personalità giuridica di diritto pubblico.
L'Istituto ha il compito di predisporre ed effettuare verifiche periodiche e sistematiche sugli esiti di apprendimento degli studenti italiani (le Prove nazionali INVALSI) elaborarne i risultati, migliorare le attività di valutazione del sistema scolastico e delle singole scuole, e curare la partecipazione italiana alle indagini internazionali sulla qualità dei sistemi scolastici.
Nell'ambito del Sistema Nazionale di Valutazione l'INVALSI elabora gli strumenti per l'autovalutazione delle istituzioni scolastiche e gestisce la valutazione esterna delle scuole. Il presidente dell'INVALSI presiede inoltre la Conferenza per il coordinamento funzionale del Sistema Nazionale di Valutazione della quale fanno parte anche il presidente dell'INDIRE e un rappresentante dei dirigenti tecnici.
L'INVALSI è vigilato dal Ministero dell'Università e della Ricerca e dal Ministero dell'Istruzione del Merito che individua le priorità strategiche per l'attività dell'Istituto e stabilisce cosa devono misurare le Prove nazionali, e in quali momenti del ciclo scolastico.

## Storia
L'INVALSI fu creato nel 1999, su proposta del ministro della pubblica istruzione Luigi Berlinguer, a norma della legge 59/1997, come trasformazione del Centro europeo dell'educazione (CEDE) creato nel 1974.
La creazione dell'INVALSI avviene negli stessi anni in cui servizi di valutazione analoghi, anche con diverse formule istituzionali e organizzative, vengono creati in molti altri paesi per stimolare e monitorare l'evoluzione dei rispettivi sistemi scolastici, spesso sull'esempio del programma OCSE PISA - Programme for International Student Assessment creato nel 1997.
La storia dell'INVALSI è lunga, complessa e per alcuni aspetti travagliata, in quanto legata alle diverse esigenze tecniche e politiche dei governi che si sono succeduti e alle discussioni sul suo ruolo e sul suo operato che hanno visto protagonisti anche insegnanti, sindacati, esponenti del mondo della cultura e dell'economia. La sua evoluzione si rispecchia nella nutrita normativa di cui è stato oggetto nel corso degli anni.

### CEDE e origini
Precursore dell'INVALSI è stato il CEDE - Centro Europeo dell'Educazione, costituito nel 1974 per effettuare studi sulla scuola e sull'insegnamento. Divenuto operativo nel 1982, e guidato da noti pedagogisti come Aldo Visalberghi e Giovanni Gozzer, il CEDE si distinse per la rete di rapporti che stabilisce con università e centri di ricerca internazionali.
Nel 1990, nel corso di una grande Conferenza Nazionale della Scuola voluta dal ministro Mattarella, fu proposta la creazione di un sistema nazionale di valutazione come accompagnamento dell'autonomia scolastica della quale in quegli anni si cominciava a discutere. Nello stesso anno, il Ministero dell'istruzione affidò al CENSIS uno studio di fattibilità di un ente dedicato alla valutazione.
Il CEDE ebbe un sito web che fu aggiornato dal 1996 al 1999 e usato per sondaggi, informazioni, strumenti e software per l'analisi dei risultati degli esami di stato e la valutazione del personale.
Nel 1997, nell'ambito di un CEDE che stava già cambiando funzioni e finalità, il ministro Luigi Berlinguer istituì il Servizio Nazionale per la Qualità dell'Istruzione. L'anno seguente, in uno studio sui sistemi nazionali di istruzione, un gruppo di esperti OCSE raccomandò all'Italia la creazione di un ente di valutazione indipendente e di un sistema di prove nazionali i cui risultati fossero resi pubblici.

### Istituzione ed evoluzione di INVALSI
Nel 1999, anno della riforma che introduce l'autonomia scolastica, il CEDE viene trasformato in INVALSI, Istituto nazionale per la valutazione del sistema dell'istruzione, con una nuova focalizzazione sull'efficienza e l'efficacia del sistema di istruzione.
Nel dicembre 2000 fu nominato il primo CdA, presidente Benedetto Vertecchi, già presidente CEDE.
La biblioteca INVALSI ha ereditato le raccolte di un centro precedente, sviluppate a partire dagli anni 1960.
Nel 2004 l'Istituto viene riordinato dal ministro Letizia Moratti e ridenominato Istituto Nazionale per la Valutazione del sistema educativo dell'istruzione e della formazione, con il compito di effettuare prove periodiche e sistematiche degli esiti di apprendimento. A partire dall'anno scolastico 2005/06 l'INVALSI predispone le prove nazionali e ne cura lo svolgimento. Esse verranno più volte modificate negli anni a seguire.
L'ultimo riordinamento dell'INVALSI, che ne amplia mezzi e competenze, risale al 2009 e al ministro Maria Stella Gelmini.

## Compiti
Il compito fondamentale dell'INVALSI è preparare, pre-testare su un campione e somministrare le Prove nazionali INVALSI, elaborarne i risultati e restituirli alle scuole e al Paese. Dopo ogni rilevazione annuale, l'Istituto pubblica un Rapporto che illustra i risultati destinato a scuole, decisori politici, famiglie e media, oltre a un Rapporto tecnico destinato agli studiosi del settore.
La sua attività di ricerca è legata al costante miglioramento delle Prove nazionali e dell'elaborazione dei risultati, ma anche all'approfondimento di particolari aspetti del funzionamento del sistema scolastico nazionale, sia nell'ambito dei propri compiti istituzionali, ad esempio per lo studio delle cause dell'insuccesso e della dispersione scolastica o della valutazione del valore aggiunto realizzato dalle scuole, sia nell'ambito di progetti di ricerca di propria iniziativa o condotti su mandato di altri enti.
L'INVALSI cura la partecipazione italiana alle indagini valutative internazionali e rappresenta il Paese negli organismi competenti come IEA - International Organization for the Evaluation of Educational Achievement e OCSE - Organization of Economic Co-operation and Development.
L'INVALSI fornisce anche supporto e assistenza tecnica all'amministrazione scolastica, alle regioni, agli enti territoriali, e alle singole istituzioni scolastiche e formative per la realizzazione di autonome iniziative di monitoraggio, valutazione e autovalutazione, oltre a svolgere attività di formazione del personale docente e dirigente della scuola, connessa ai processi di valutazione e di autovalutazione delle istituzioni scolastiche. 
Dal 2016 l'INVALSI è parte del SISTAN, il Sistema Statistico Nazionale.

## Organizzazione e attività
L'organigramma dell'Istituto vede alla guida dell'INVALSI un presidente, attualmente Roberto Ricci, un consiglio di amministrazione e un direttore generale. Affiancano l'attività del presidente un Collegio dei Revisori dei Conti e un Consiglio Scientifico.
L'attività di ricerca fa capo al Settore della Ricerca valutativa ed è portata avanti da oltre 25 ricercatori (psicometristi, statistici, sociologi, pedagogisti ed esperti di altre discipline) e oltre 70 fra tecnici e assistenti di ricerca. Fin dai tempi del CEDE, l'attività di ricerca dell'Istituto ha forti legami con la comunità scientifica nazionale e internazionale. Il Settore è suddiviso in cinque aree:
- L'Area Prove si occupa delle rilevazioni nazionali e da essa dipende l'intera costruzione e realizzazione delle prove, dalla ricerca e la sperimentazione sui metodi valutativi alla preparazione dei quesiti, dalla somministrazione delle Prove alla elaborazione e l'interpretazione dei risultati. L'Area cura anche la pubblicazione di un Rapporto annuale[11] che illustra al Paese i risultati delle prove dell'anno scolastico appena terminato.[12]
- L'Area Statistica si occupa dell'acquisizione, dell'analisi e della pubblicazione dei dati riguardanti le Rilevazioni nazionali e internazionali sugli apprendimenti, delle rilevazioni provenienti dalla somministrazione di appositi questionari rivolti a insegnanti e dirigenti scolastici delle classi campione interessate dalle Rilevazioni nazionali.
- L'Area Valutazione delle scuole si occupa della valutazione delle scuole, anche attraverso i risultati di un questionario e apposite visite di valutazione esterna, e supporta gli istituti scolastici nel proprio percorso di autovalutazione, aiutandoli ad analizzare il proprio funzionamento in base sia ai risultati delle Prove nazionali, sia a una serie di parametri organizzativi e gestionali.
- L'Area Indagini Internazionali si occupa della partecipazione italiana alle indagini internazionali sugli esiti di apprendimento organizzate dalla IEA - International Organization for the Evaluation of Educational Achievement, dall'OCSE - Organization of Economic Co-operation and Development attraverso il programma PISA - Programme for International Student Assessment, e collabora con il consorzio europeo CIDREE - Consortium of Institutions for Development and Research in Education in Europe.[13]
- L'Area Innovazione e Sviluppo.

L'attività dell'INVALSI è regolata da uno Statuto, deliberato nel 2017 dal Consiglio di Amministrazione dell'Istituto, e viene programmata attraverso piani triennali di attività che definiscono le missioni e le attività dell'Istituto insieme alla programmazione delle risorse finanziarie, umane e strumentali che ne consentono la realizzazione. 
Circa un terzo del bilancio annuale dell'INVALSI è assicurato dai fondi ordinari del MIUR, i restanti due terzi da fondi di ricerca nazionali e internazionali, per lo più europei.

## L'INVALSI e il mondo della scuola
Fin dalla sua nascita, l'INVALSI e le Prove nazionali sono stati al centro di discussioni anche accese, e di proteste anche eclatanti, che si riaccendono soprattutto in occasione di riforme o di altre decisioni importanti sul sistema scolastico nazionale.
Molte personalità esterne al mondo della scuola, espressione di diverse posizioni ideologiche e culturali, o portatrici di diverse visioni della scuola, hanno partecipato al dibattito pubblico sostenendo posizioni pro o contro l'INVALSI.
Al di là di singole prese di posizione sui media o sui social network, sono invece meno note le posizioni degli insegnanti. Queste sono state però oggetto di un importante studio sull'opinione nei riguardi dell'Istituto e delle Prove nazionali condotto dall'INVALSI nel 2013/14 e al quale ha risposto più dell'80% dei quasi diecimila insegnanti di italiano e matematica della scuola primaria e secondaria interpellati.
Sui quesiti riguardanti la modalità di svolgimento e l'utilizzo dei risultati da parte dei singoli insegnanti e dei consigli di classe, la maggioranza delle risposte è stata positiva. Il 12,3% degli insegnanti interpellati ha anche usufruito della possibilità di esprimere altri tipi di commenti. Dall'analisi delle risposte fornite emerge l'esistenza di tre posizioni. La prima è quella di una minoranza di insegnanti che ritiene le prove INVALSI assolutamente inutili perché lontane dalla realtà delle classi e dai reali processi di insegnamento e apprendimento, e quindi da abolire. La seconda è quella di un'altra minoranza che al contrario le ritiene utili e incoraggia l'Istituto a proseguire e potenziare l'attività di rilevazione. La terza posizione, cui appartiene la grande maggioranza dei soggetti che hanno partecipato al sondaggio, è invece quella di chi, pur non essendo pregiudizialmente contrario alle prove, esprime tuttavia alcune critiche e riserve. Queste ultime riguardano soprattutto due punti.
Il primo riguarda la comparabilità dei dati di scuole diverse, frequentate da studenti provenienti da contesti sociali, culturali, economici o etnici diversi. A queste osservazioni l'INVALSI ha poi risposto sia sottolineando il fatto che i risultati delle Prove non servono a confrontare gli istituti scolastici, ma ad aiutare ciascun istituto ad analizzare il proprio funzionamento, sia con due nuovi tipi di elaborazione dei risultati: il confronto fra i risultati di ogni classe e quelli di altre 200 classi dall'intero territorio nazionale frequentate da ragazzi provenienti da contesti analoghi (dall'anno scolastico 2015/16), e la valutazione del valore aggiunto fornito agli alunni nel corso del ciclo scolastico (dall'anno scolastico 2016/17). 
Il secondo punto riguarda invece la percezione di una contraddizione fra la raccomandazione di un approccio individualizzato all'insegnamento, soprattutto nella scuola di base, e una valutazione standardizzata e uguale per tutti.
L'individualizzazione riguarda tuttavia appunto l'insegnamento, che deve tenere conto delle diverse caratteristiche di ogni alunno, ma non deve riguardare gli esiti finali, perché quelle competenze testate dalle prove INVALSI sono competenze fondamentali: sapere comprendere un testo scritto, saper usare la matematica per risolvere problemi di tipo quantitativo, saper capire ed esprimersi in inglese sono competenze che devono per legge essere assicurate a tutti, e costituiscono pertanto un diritto dei ragazzi e un dovere per la scuola.